# Dobrosin (Serbia)
Dobrosin (cyr. Добросин) – wieś w Serbii, w okręgu pczyńskim, w gminie Bujanovac. W 2002 roku liczyła 747 mieszkańców.